# Флаг муниципального округа Орехово-Борисово Северное

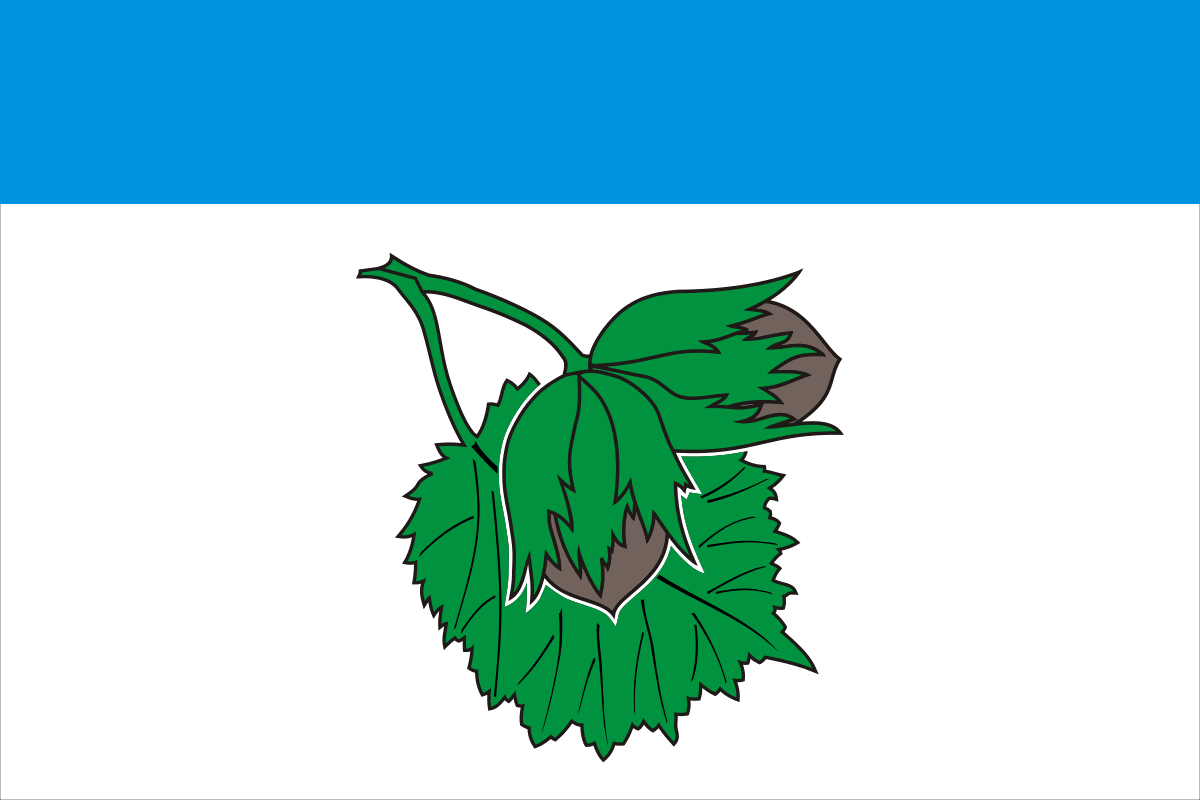
Первая версия флага

Флаг муниципального округа Оре́хово-Бори́сово Се́верное в Южном административном округе города Москвы Российской Федерации — опознавательно-правовой знак, служащий официальным символом муниципального образования.
Первоначально данный флаг был утверждён 9 ноября 2004 года флагом муниципального образования Орехово-Борисово Северное.
Законом города Москвы от 11 апреля 2012 года № 11, муниципальное образование Орехово-Борисово Северное было преобразовано в муниципальный округ Орехово-Борисово Северное.
Решением Совета депутатов муниципального округа Орехово-Борисово Северное от 6 августа 2019 года флаг муниципального образования Орехово-Борисово Северное был утверждён флагом муниципального округа Орехово-Борисово Северное.
Флаг внесён в Государственный геральдический регистр Российской Федерации с присвоением регистрационного номера 12562.

## Описание
Описание флага, утверждённое 9 ноября 2004 года:

Флаг муниципального образования Орехово-Борисово Северное представляет собой двустороннее, прямоугольное полотнище с соотношением сторон 2:3.
Флаг муниципального образования Орехово-Борисово Северное представляет собой двустороннее, прямоугольное полотнище с соотношением сторон 2:3.
Полотнище флага состоит из двух горизонтальных полос: верхней голубой и белой. Ширина голубой полосы составляет 1/4 ширины полотнища.

В центре белой полосы помещено изображение двух лесных орехов с листом натуральных цветов. Габаритные размеры изображения составляют 5/12 длины и 9/20 ширины полотнища.
Описание флага, утверждённое 6 августа 2019 года:

Прямоугольное двухстороннее полотнище синего цвета с отношением ширины к длине 2:3, воспроизводящее фигуры из герба муниципального округа Орехово-Борисово Северное, выполненные зелёным, синим, белым и жёлтым цветом.
Описание герба: «В серебряном поле под лазоревой главой — два золотых лесных ореха, соединённых зелёными чашечками (плюсками), причём нижний орех — поверх листа того же цвета; орехи и лист — на одном черенке, положенном косвенно влево и вниз».

## Обоснование символики
Ореховая ветвь символизирует название старинной деревни Орехово, известной с XVI века, на территории которой расположен современный муниципальный округ. Название деревни сохранилось также в наименованиях Орехового бульвара и станции метро «Орехово», находящихся в границах муниципального округа.
Синяя полоса символизирует расположенные в северной части муниципального округа самые крупные в Москве Борисовские пруды. Борисово — вторая старинная деревня, территория которой вошла в состав современного муниципального округа Орехово-Борисово.
Белая полоса символизирует северную часть крупного жилого массива Орехово-Борисово, сформированного в 1970-х годах.
Примененные во флаге цвета символизируют:
зелёный цвет — символ жизни, молодости, природы, роста, здоровья;
синий цвет (лазурь) — символ мира, искренности, чести, славы, преданности, истины и добродетели;
белый цвет (серебро) — символ чистоты, невинности, верности, надежности и доброты;
жёлтый цвет (золото) — символ высшей ценности, солнечной энергии, богатства, силы, устойчивости и процветания.